# 審判員 (サッカー)

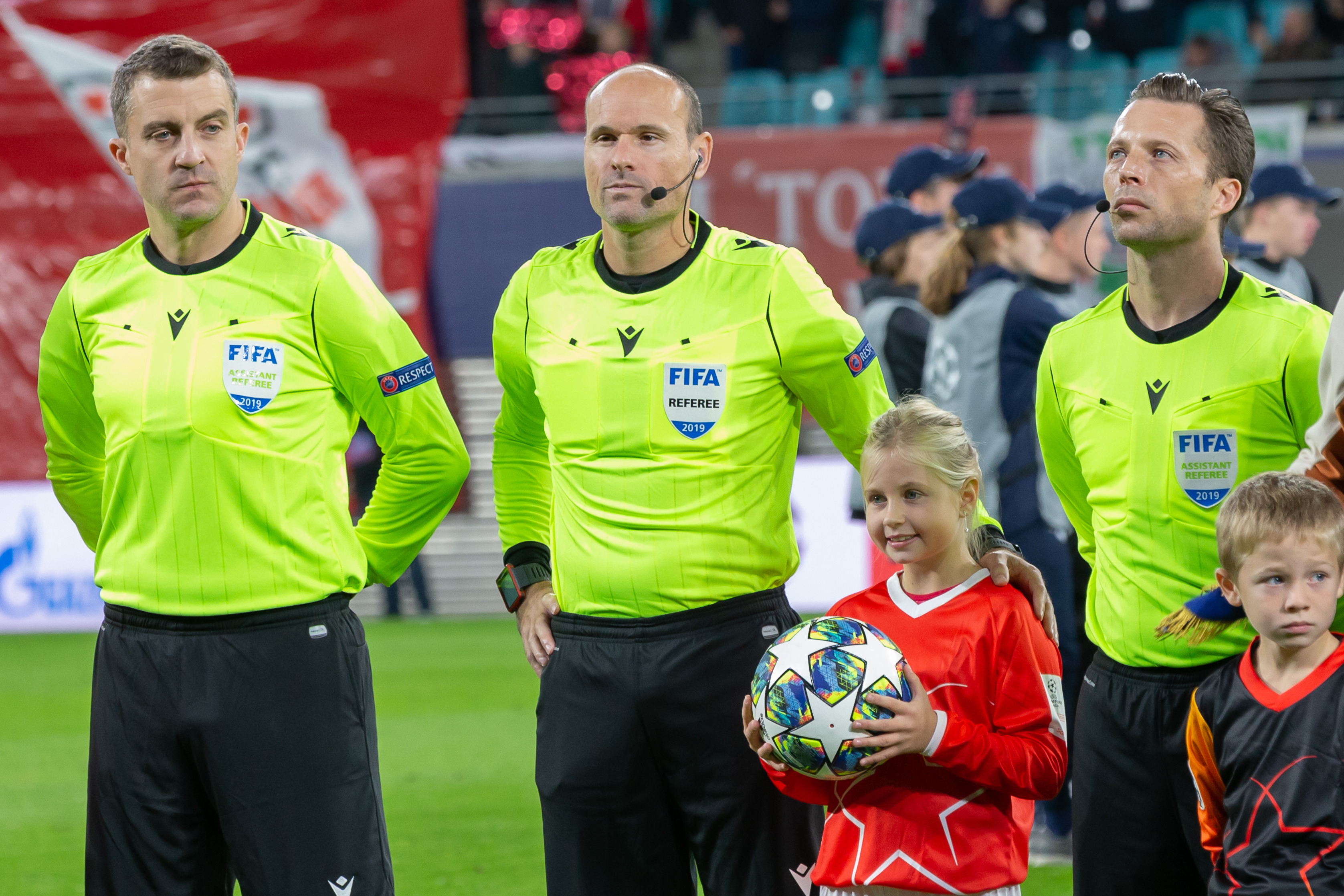
主審（中央:マテウ・ラオス）と副審（左:ロベルト・ディーアス、右:パウ・セルブリアン）

サッカーにおける審判員（しんぱんいん）は、サッカー競技の審判を行う者である。

## 概要

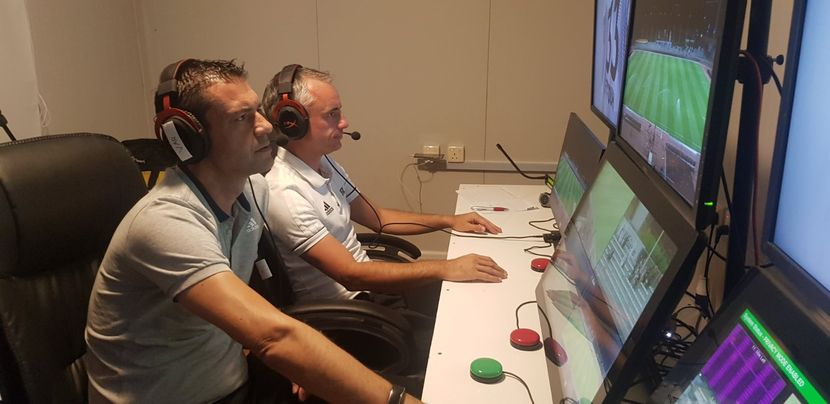
試合をチェックするビデオ・アシスタント・レフェリー

通常のゲームにおいては主審1人、副審2人で行われることが多い。これ以外に競技会規定に基づいて任命される第4の審判員、追加副審、ビデオ審判員を配置する場合がある。
主審

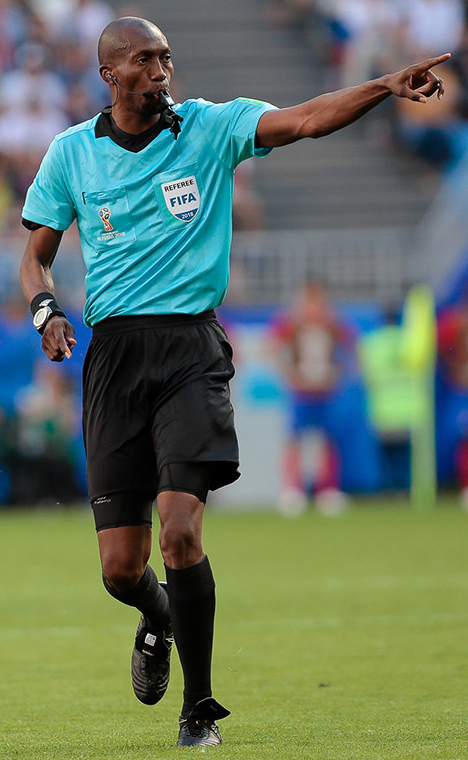
笛を吹く主審（マラン・ディエディウ）

競技規則を施行し、競技規則の範囲におけるすべての権限を有する。ルールの原文である英語表記ではReferee （レフェリー）となる。フィールド内を原則的には仮想対角線上付近を移動する。8人制サッカー競技では、主審のみで行われる場合もある。（ただし交代要員兼記録員の予備審判員は設定可能）。
副審（AR）
フィールドのタッチライン外側（主審が原則的には移動しない側の仮想対角）半分（ゴールラインからハーフウェーライン）のサイドに各1名配置され、主審を援助する。ルールの原文である英語表記ではAssistant referee（アシスタント・レフェリー）となる。8人制サッカー競技では、副審は置かれない事もある。かつては線審と呼ばれ、現在でも正式名称以外では線審の呼称が用いられる場合もあり、こちらの方が未だ一般的な国も多い。
第4の審判員
選手交代の手続きを管理しボードを掲げたりアディショナルタイムをボードで掲げる。ルールの原文である英語表記ではFourth official（フォース・オフィシャル）となる。または3名の審判（主審1、副審2）が職務続行不可能な場合にその代わりを務める。このうち第4の審判員がどの役割を務めるかは事前の協議、大会規則に依る。
第5の審判員
ワールドカップ・ドイツ大会の大会規則で採用されたが、現在まで競技規則には正式な審判員として盛り込まれていない。同大会では、第4の審判員を補佐するほか、副審が職務続行不可能な場合にその代わりを務めるとされた。ルールの原文である英語表記ではFifth official（フィフス・オフィシャル）となる。現在の競技規則では職務を続行することができなくなった副審または第4の審判員と交代するためのリザーブ副審が規定されている。
追加副審（AAR）

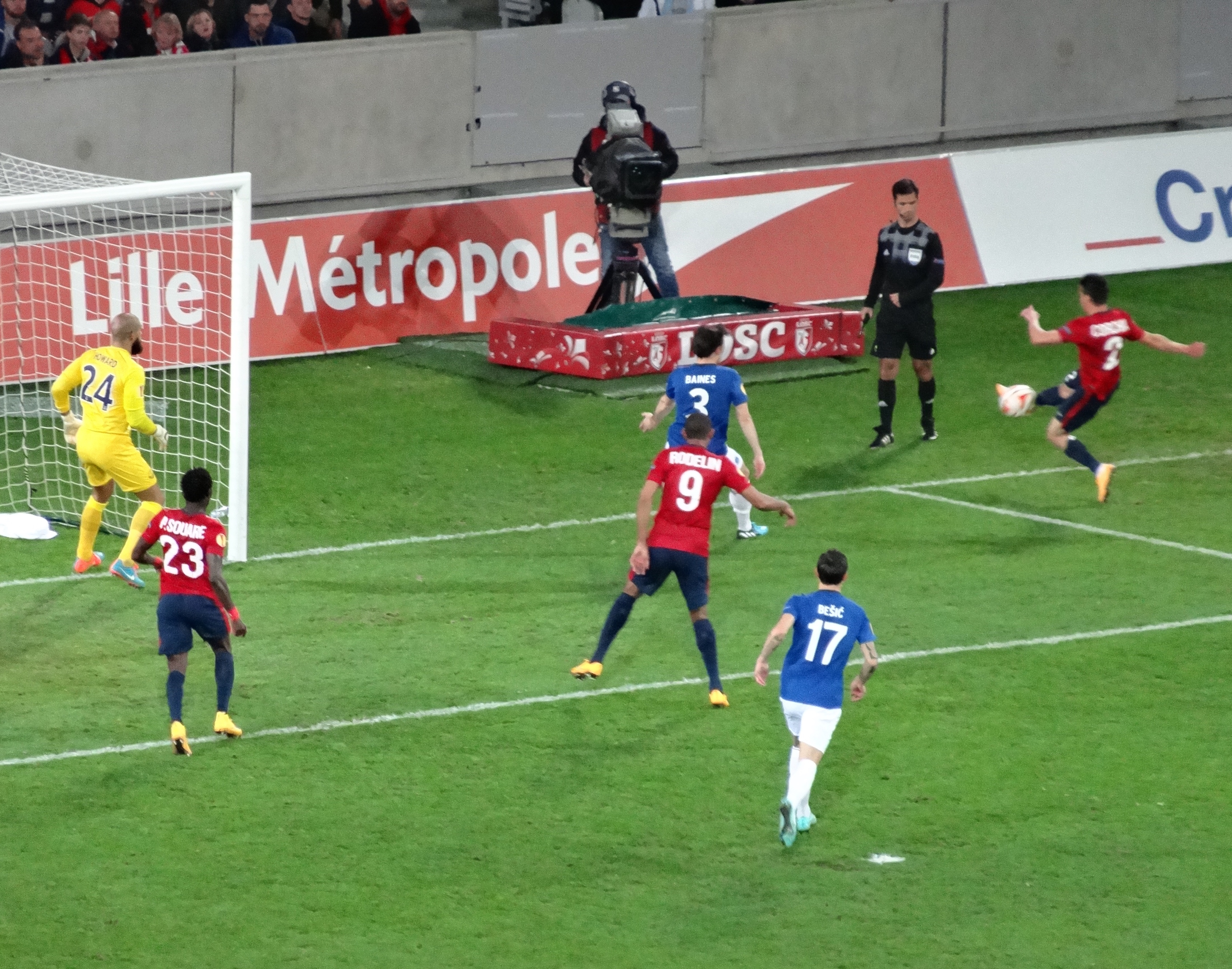
ゴールラインを見る追加副審

現行の2名体制で進行する以外に大会によっては副審4人制（または審判5人制、または審判6人制という）を導入していることがある。2012年7月5日にスイス･チューリッヒのFIFA本部で行われたサッカーのルールを決める唯一の機関である国際サッカー評議会(IFAB)特別会議で、世界で初めてゴール機械判定技術（ゴールライン・テクノロジー。略称GLT）採用が決定されたが(GLTは設置費用だけでも1600万程度〜2548万円程度の費用が必要であり、その費用は大会主催者が負担することになる為、GLTを採用するかどうかは大会主催者が決定する)、同時に、2011-12シーズンのUEFAチャンピオンズリーグおよびUEFAヨーロッパリーグ、2012年欧州選手権で試験導入されたゴール脇に1人ずつ置く追加審判採用も決定した。追加審判に関しては、2013/2014年版サッカー競技規則から記載される。タッチライン外側でジャッジする従来の副審2名と違い、追加審判は両ゴール裏に配置されペナルティエリアでの反則を重点的にジャッジする。以前から世代別の大会では試験的に導入していたこともあるが、2009年に新たに始まったUEFAヨーロッパリーグ（旧・UEFAカップ）で初めて年代を問わない大会で導入された。一部ではGoal Referee（ゴール・レフェリー）と呼ばれ、各国のサッカーファンの間でGoalferee(s)（ゴルフェリー）という俗称がある。「追加副審」のルールの原文である英語表記ではAdditional Assistant Referee（アディッショナル・アシスタント・レフェリー）となる。
ビデオ・アシスタント・レフェリー（VAR）
2018年3月にIFABによって正式なルール導入が認められた。必要な訓練を受けたトップレベルの（元）主審だけが務めることができ、得点の有無（ラインを割っていたか否かのみではなく、それまでの一連のプレーも対象）、ペナルティーキックの有無、一発レッドカードに相当する行為かどうか（2度目の警告を含めたイエローカード相当の行為は対象外）、間違った選手に対しての退場処分、警告処分であったかどうか、をビデオ判定を行い、「確実かつ明白な誤審」もしくは「重大な見逃し」の疑いがある場合にのみ主審にそれを助言する。判定を決定するのは主審でありVARに決定権はない。ビデオ・アシスタント、ビデオ審判、ビデオ副審とも呼ばれる。

## ルール上の規定
国際サッカー評議会（IFAB）が定めたサッカーのルールである「サッカー競技規則」（Laws of the Game）では第5条に「主審」の、第6条に「その他の審判員」の規定がある。「その他の審判員」のうち、リザーブ副審を除く「フィールドにいる審判員」は全ての判定において等しく主審に助言することができ、ビデオ・アシスタント・レフェリーは助言できる状況が4つに制限されている。

### 主審
- 競技規則を施行。

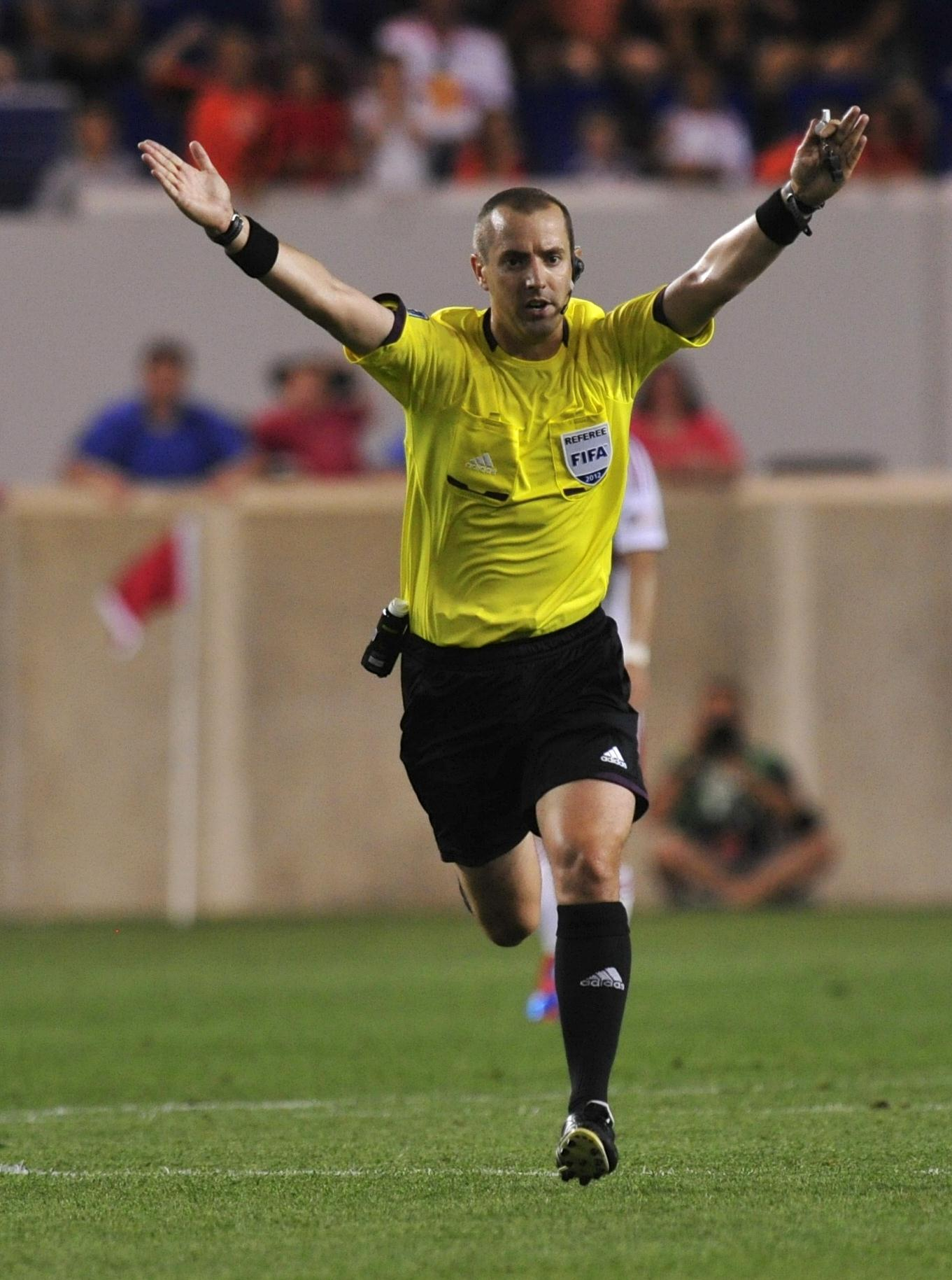
アドバンテージを指示する主審（マーク・ガイガー）

- その他の審判員と協力して試合をコントロールする。
- 試合で使用する全てのボールがその規定を満たしている事を確認する。
- 競技者の用具がその規定に合致している事を確認する。
- タイムキーパーを務め試合の記録をとる。
- 競技規則のあらゆる違反に対して、主審の判断により試合を停止、中断、打ち切る権限を持つ。
- 外部から妨害があった場合、主審の判断により試合を停止、中断、打ち切る権限を持つ。
- 競技者が負傷した際に、これを重傷と判断した場合は、試合を停止して競技者をフィールドの外に退出させる。負傷した競技者はプレーが再開された後に試合に復帰できる。
- 競技者が負傷した場合に、これを軽症と判断した場合は、プレーを継続させる。
- 出血した競技者をフィールドから離れさせる。出血した競技者は、止血が主審に確認された後、主審の合図で試合に復帰できる。
- アドバンテージを適用する。予期した効果が実現しなかった場合に元の反則を罰する。
- 競技者の反則行為に対して警告、退場処分を施行する。これらは直ちに施行しなくてはいけないものではなく、アドバンテージを適用した場合、アウトオブプレーになったところで反則を犯した競技者に警告、退場の処分を行うこともある。
- チーム役員の反則行為などに対して警告、退場処分を施行する。
- 主審が見ていなかった不正行為その他の出来事に関して副審から助言を受ける。
- 主審の承認を得ないでフィールド内に入場することを処分する。
- 試合の中断、再開、終了、終結の権限。
- 関係機関に報告書を提出する。
- その他の決定事項。

主審は最終決定者である。
主審、副審、第4の審判員は法的責任を問われない。
得点の判断、プレーに関する事実判断もゆだねられる。

#### 主審のシグナル
サッカー競技規則第5条に示された主審のシグナルは以下のとおり。
- ペナルティキック：ペナルティスポットを指す
- 間接フリーキック：腕を垂直に上げる
- 直接フリーキック：腕を水平に上げる
- アドバンテージ：片腕又は両腕をアドバンテージを得たチームの攻撃方向に向ける
- コーナーキック：コーナースポットを指す
- ゴールキック：ゴール方向下方を指す
- VARチェック：指を耳に、もう一方の手や腕を伸ばす
- VARレビュー：両手で長方形（モニター画面）を描く

### 副審

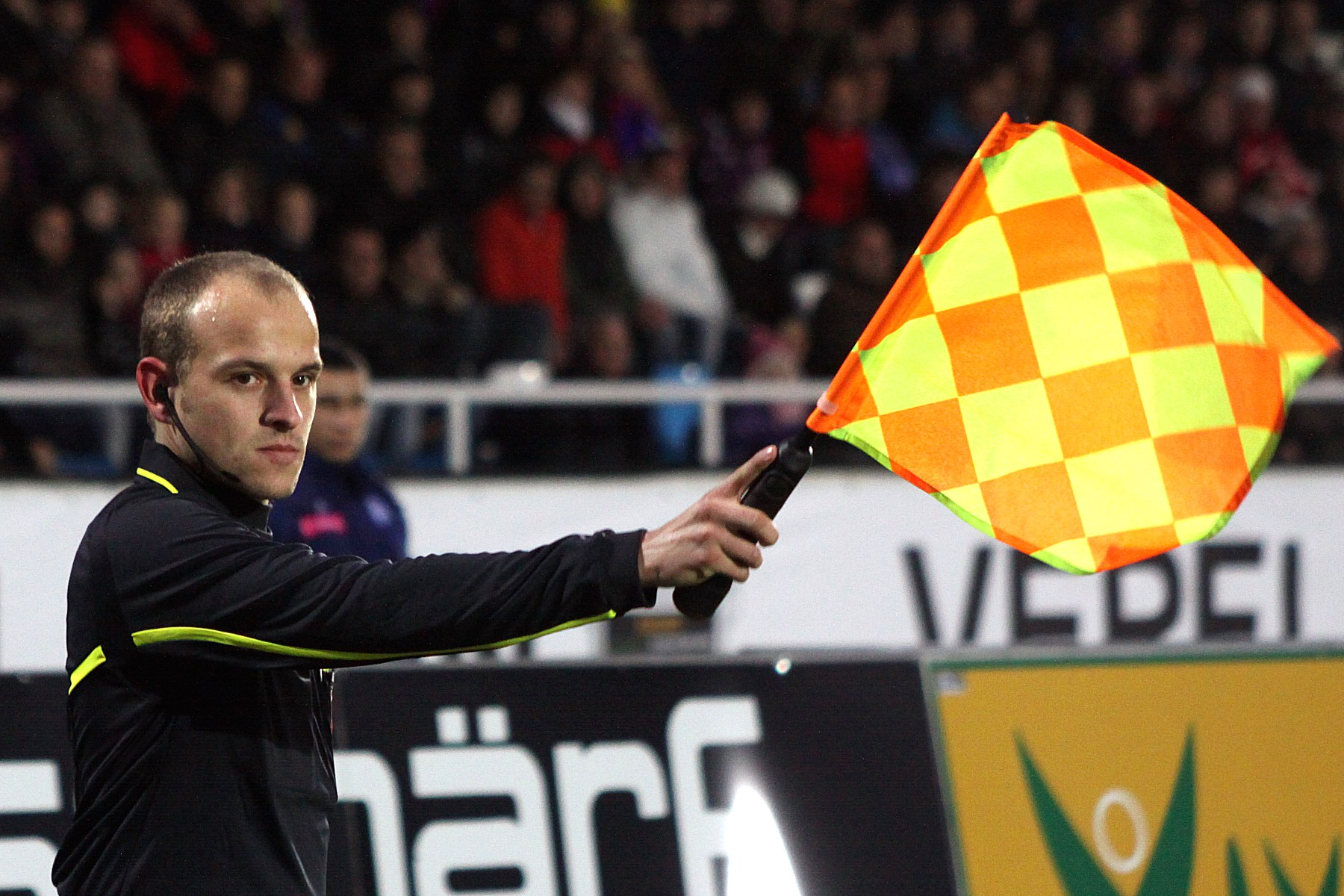
オフサイドを示す副審

- タッチラインの外でフィールドに面して試合を監視する。
- 以下の事項に対して旗で合図を行う。ただし、判定の最終決定者は主審である。
  - ボール全体がフィールドの外に出たとき。
  - どちらのチームがコーナーキック、ゴールキック、またはスローインを行うか。
  - オフサイドポジションにいる競技者が罰せられるとき。
  - 競技者の交代が要求されるとき。
  - 反則が起きたとき。（状況によっては、主審よりも反則が行われた地点の近くに位置する場合がある）
  - ペナルティーキックの際にボールが蹴られるより先にゴールキーパーが前方へ動いた場合。
  - ボールがゴールラインを超えた場合。
- その他の規定

副審は主審が職務続行不可能な場合、主審を務める。副審は2人存在するため、事前にどちらが主審を務めるのか決めておく必要がある。（ただし、第4の審判員がいる場合は競技会規定に則る。）
実例では2014年3月5日に国立競技場で行われた日本対ニュージーランド戦でオーストラリア人のアラン・ミリナー主審が肉離れにより負傷退場した際に当日は第4の審判員を務めていた東城穣審判員（主に主審担当）が主審を引き継いだ。

#### 副審のシグナル
サッカー競技規則に示された副審のシグナルは以下のとおり。
- 選手交代：旗の棒の両端を持って上に掲げる
- ファウル（フリーキック）：旗を上に出し旗を左右に振り、主審が笛を吹いた後にファールを行ったチームの陣を旗で指す。
- スローイン：スローインとなるチームの攻撃方向に旗を水平に上げる
- コーナーキック：コーナースポットを旗で示す
- ゴールキック：旗を水平正面（ゴールラインと平行）に上げる
- オフサイド：旗を垂直に上げた後、オフサイドの場所が副審の手前側なら下向きに、フィールド中央なら水平に、副審の奥側なら上向きに旗を上げる。

### 第4の審判
- この審判を配置するかどうかは競技会ごとの規定による。配置されない場合もある。
- 常に主審を援助する。
- 主審が職務続行不可能な場合、副審か第4の審判員のいずれかが主審を務める。この点については、事前に明確に決定しておく事が求められる。
- 交代の手続きの管理
- ボールの交換を管理する。
- 競技者と交代要員の用具をの点検
- その他、フィールド外の問題に対応し、主審および副審が試合に集中できる環境を作る。
- 前半、後半の終了時に主審がプレーに追加しようとするアディショナルタイムの表示。

## 資格
サッカーの公式試合の審判を務めるには、各国・地域のサッカー協会・連盟が管轄する「サッカー公認審判員」と、各国・地域のサッカー協会が国際サッカー連盟 (FIFA) に申請し、FIFAが登録した「国際サッカー審判員」（更新制）がある。FIFAおよびその傘下加盟国協会が主催する試合の審判を行うには、公認審判員の資格が必要となる。
日本においては、日本サッカー協会 (JFA) および都道府県協会が主管となる試合においては、日本サッカー協会審判委員会が策定したカリキュラムに則った「審判員資格認定講習会」を各所管協会で受講し「サッカー公認審判員」として認定してもらう。この公認審判員は1〜4級のランクがあり下位の資格を取得していることが昇格の前提となる。
北海道、東北、北信越、関東、東海、関西、中国、四国、九州の9ブロックに各地域サッカー協会があり、その傘下に各都道府県別に各都道府県サッカー協会がある。日本サッカー協会も含め協会内には審判委員会が設けられ、それぞれ管轄する審判員の上級審判員への推薦を審議する。なお、2007年に日本サッカー協会の規約から審判員の『定年による引退』条項は削除された。

### 4級審判員
- 各都道府県サッカー協会が認定（年に数回の講習会にて）。
- 受検資格 : 心身ともに、健康で審判員として活動できる者
- 検定内容 : 講習と実技、筆記テスト
- 担当可能大会：地区サッカー協会主催試合の主審・副審
- 定年規定 : なし
- ワッペンの色は「緑」

### 3級審判員
- 各都道府県サッカー協会が認定（年に数回の講習会にて）。
- 受検資格
  - 4級取得者で一定の実績を積んだ者。
  - 4級で10試合以上(主審を8試合以上)経験した者
- 検定内容 : 筆記テスト、体力テスト、実技テスト（任意）。(実技テストは4級審判員としての実績により免除あり)
- 担当可能大会：都道府県サッカー協会および協会傘下団体主催試合の主審・副審。
  - 第2種年齢以下(18歳以下)に該当するユース審判員は原則として、18歳以下の試合の主審をする
- 定年規定 : なし
- ワッペンの色は「水色」

### 2級審判員
- 各地域サッカー協会が認定（年に数回の講習会にて）。
- 受検資格
  - 3級取得後2年以上で、一定の実績を積んだ者。
  - 各都道府県サッカー協会の推薦が必要。
- 検定内容 : 筆記テスト、体力テスト、実技テスト。
- 担当可能大会
地域サッカー協会、都道府県サッカー協会および協会傘下団体主催試合の主審・副審。
認められた場合、日本サッカー協会の副審。
- 定年規定 : なし
- ワッペンの色は「シルバー」

### 女子1級審判員
- 日本サッカー協会が認定（年に数回の講習会にて）。
- 受検資格
2級取得後2年以上で、実績のある39歳以下の女性（受検年の4月1日現在）。
各地域サッカー協会の推薦が必要。
- 検定内容 : 筆記テスト、体力テスト、実技テスト。
- 担当可能大会
日本サッカー協会（女子の大会）の主審・副審、日本サッカー協会（2〜4種）の副審。地域サッカー協会、都道府県サッカー協会および協会傘下団体主催試合の主審・副審。
認められた場合、日本サッカー協会（1種）の副審。
- 定年規定 : なし
- ワッペンの色は「ゴールド」

### 1級審判員
- 日本サッカー協会が認定（年に数回の講習会にて）。
- 受検資格
各地域サッカー協会の推薦が必要。
- 検定内容 : 筆記テスト、体力テスト、実技テスト。
- 定年規定 : なし
- ワッペンの色は「ゴールド」

### Jリーグ担当審判員（主審・副審）
日本プロサッカーリーグ（Jリーグ）の審判は、Jリーグの要請に基づき、毎年JFA審判委員会が1級審判員のうちシーズン終了後に行われる体力テストに合格した者の中からシーズン中のパフォーマンスを考慮して翌シーズンのカテゴリー並びに主審/副審ごとに指名する（Jリーグ規約第113条）。体力テストの基準はカテゴリーによって異なり、例えば、J1担当主審の場合はスプリント（40m走を規定時間内に6本）、インターバル走（75m走15秒+25m徒歩18秒を連続40セット）をクリアしなければならない。
報酬は担当試合単位で支払われる。試合実施要項第20条に定めがあり、2025年シーズン時点では以下のように定められている（旅費・交通費別途）。
| カテゴリー | 主審                     | 副審                    | 第4の審判員             | VAR                     | AVAR                    |
| ---------- | ------------------------ | ----------------------- | ----------------------- | ----------------------- | ----------------------- |
| J1         | 150,000 円 （75,000 円） | 80,000 円 （40,000 円） | 30,000 円 （15,000 円） | 60,000 円 （33,000 円） | 30,000 円 （15,000 円） |
| J2         | 70,000 円 （35,000 円）  | 40,000 円 （20,000 円） | 17,000 円 （8,500 円）  | ---                     | ---                     |
| J3         | 50,000 円 （25,000 円）  | 30,000 円 （15,000 円） | 15,000 円 （7,500 円）  | ---                     | ---                     |

### 国際審判員（主審・副審）
国際審判員は各国・地域のサッカー協会・連盟がFIFAに登録を申請することになっており、日本ではJFAが、男子は1級審判員の中より、女子は女子1級審判員の中より、いずれも実績により推薦する。英語必須。45歳定年制が存在したが、FIFAの規定上は2016年に廃止されている（ただし日本からの申請にあたっては45歳定年制が実質的に残っている）。
FIFAへの登録時にはパスポートネーム（本名）を使用することになっており、當麻政明（家本政明）・手代木直美（牧野直美）のように国内で使用される姓名と異なって登録されるケースがある。
なお、2024年登録より、国際審判員においては男女の区分けがなくなっている。

#### 日本の国際審判員
2025年登録。†は女性。
主審
- 飯田淳平
- 山下良美†
- 荒木友輔
- 小泉朝香†
- 兼松春奈†
- 笠原寛貴
- 杉野杏紗†
- 谷本涼
- 長峯滉希
- 高崎航地
- 大橋侑祐

副審
- 坊薗真琴†
- 三原純
- 聳城巧
- 西橋勲
- 武部陽介
- 渡辺康太
- 浜本祐介
- 中本早紀†
- 淺田武士
- 一木千広†
- 梅田智起
- 曽根未宇†
- 長谷川雅
- 道山悟至

フットサル
- 藤田武志
- 晝間久美†
- 大矢翼
- 山本真理†
- 池田幸弘
- 齋藤香菜†
- 脇田栄太

ビーチ
- 波多野祐一
- 浜辺篤伸
- 松田卓磨

## 用具・用品
| 審判員はイエローカードとレッドカードを携行する |  | 審判員はイエローカードとレッドカードを携行する |
| 審判員はイエローカードとレッドカードを携行する |  |                                                |

試合に臨むにあたり、以下の物を主審・副審を問わず準備する。
- 警告・退場カード（イエローカード、レッドカード）
異なるポケットに入れる。
- グリーンカード（グリーンカード制度導入大会時）
教育的側面からポジティブな指摘をし、奨励されるプレーへの提示に使用される（主審が使用）。
- 時計
ストップウォッチ機能のついたもの。
- ホイッスル
音が出なくなったときのために同じ音色の物を2つ持つ。
- トスコイン、記録用紙、筆記具
副審であっても、スライドして主審を務める場合に必要となるため、準備しておく。延長戦になるとコイントスも行う。

試合では使わないが、常に携帯するもの。
- 審判証
- サッカー競技規則（ルールブック）

以下、副審のみが持って試合に臨む。
- アシスタントフラッグ

日本においては以下の物が支給される。
- ワッペン （各級別）
- サッカービデオ

審判を務める際は、上記（のうち審判証、サッカー競技規則、 サッカービデオを除く）と下着のほか、大会等で規定された審判服上下、ソックス、シューズ以外は身に付けることはできない（選手と同じく、帽子、眼鏡、指輪等のアクセサリーも不可。ただし大会や試合によっては、選手に危害を及ぼさないと認められれば、帽子やある程度の保護具が着用できる場合もある）。

## 主な審判員

### 日本
カッコ内はJ1主審での通算100試合の到達年。
- 岡田正義(1999)
- モットラム(2000)
- 梅本博之(2000)
- 太田潔(2001)
- 下村昌昭
- 布瀬直次(2003)
- 上川徹(2003)
- 砂川恵一(2003)
- 片山義継(2003)
- 松村和彦(2005)
- 前島和彦
- 柏原丈二(2006)
- 奥谷彰男(2006)
- 松尾一(2010)
- 高山啓義(2010)
- 西村雄一
- 家本政明
- 吉田寿光
- 佐藤隆治

### 国際
- ハワード・ウェブ（イングランド）
- オラシオ・エリソンド（アルゼンチン）
- マーク・クラッテンバーグ（イングランド）
- ピエルルイジ・コッリーナ（イタリア）
- マッシモ・ブサッカ（スイス）
- ニコラ・リッツォーリ（イタリア）

## 特記事項
- サッカーの『試合でのルール』(競技規則)は国際サッカー連盟(FIFA)ではなく、国際サッカー評議会(IFAB)が決めている。サッカーの競技規則は、毎年2月か3月、通常では2月末ごろ開催されるIFAB年次総会で毎年細かく変更されており、近年ではさらに6月か7月にIFAB特別会議が開かれ、2月か3月の年次総会でも結論が出なかった内容などについて検討され、指示や方向性（通達）を改めて示すようになっている。改正後、「新競技規則(新ルール)」は５月末までにFIFAからFIFA加盟各国のサッカー協会に通達され、7月1日から全世界で施行される（国際試合は7月1日から有効。ただし、7月1日までにその年のシーズンが終了していない大陸連盟および加盟協会は、その施行を次のシーズン開始まで延期できる。日本では例年7月1日以降のしかるべき日、遅くとも8月中には施行している）。 そのため、サッカー審判員は毎年、更新講習会を受ける必要がある（受けなかった場合は審判資格を失効する）。
- サッカーの審判中などでの保険として審判員傷害保険がある。
- Jリーグでは副審が持つフラッグにボタンが付いている。このボタンを押すと、主審が腕に巻いているバイブレータが振動して、フラッグが上げられたことが分かるしくみになっている。日本の審判員がオフサイドに敏感なのはこのためである。また、第4審判用の送信機もあり、副審と同じように主審にコンタクトを取りやすくなっている。